# Мік Карн
Мік Карн (англ. Mick Karn, спр. ім'я Антоній Мікаелідіс, англ. Andonis Michaelidies; нар. 24 липня 1958, Нікосія, Кіпр, Британська Імперія — 4 січня 2011, Лондон, Велика Британія) — британський музикант, греко-кіпрського походження, басист гурту Japan, був також автором пісень колективу. Після розпаду гурту Japan 1982 року працював скульптором і грав у різних музичних колективах, а також займався сольною кар'єрою.

## Біографія
Антоній Мікаелідіс народився 24 липня 1958 року в місті Нікосія, Кіпр, Британська Імперія. Коли йому було три роки, його батьки переїхали до Лондона. У віці семи років Антоній почав грати на губній гармошці, потім у старшому віці в одинадцять років — на скрипці. Потім починає грати на фаготі й 1972 року стає учасником Лондонського шкільного музичного оркестру. Після повернення зі школи фагот, на якому грав Антоній, був викрадений, і школа не хотіла купувати для нього новий. Після цього він починає освоювати бас-гітару, купивши у свого друга за п'ять фунтів.

## Музична кар'єра
В 1974 році Антоній Мікаелідіс зі своїм шкільним товаришем, Девідом Саліваном, і його братом Стівом Джансеном, створюють гурт Japan, цей гурт перебував під впливом такої музики, як глем рок, поєднано з новою хвилею, це було натхнення виконавців Девіда Бові, Roxy Music, New York Dolls. В 1977 році колектив випустив перший студійний альбом під назвою Adolescent Sex, альбом не мав такого успіху в Британії, але заодно про гурт дізналися в Японії, наступний студійний альбом також був популярний за межами Британії. Але гурту вдалося добитися успіху у Великій Британії, починаючи від 1980 року, граючи у гурті, на початку кар'єри Антоній бере собі псевдонім Мік Кар. Крім музики, Кар займається скульптурами, в кінці 1980-х років проходили його виставки в Лондоні й Токіо. Грати на бас-гітарі, Карн навчався сам, розраховуючи на власний музичний музичний слух, якщо це звучало так, то він зберігав це, навіть як щось було не так. У гурті Карн грав на таких інструментах, як саксофон, і будучи головним басистом гурту, використовував, безладовий бас, що придавало незвичайний і водночас характерний звук гри, впізнавався зразу.

## Особисте життя
Мік Карн отримав два дипломи по психотерапії навчаючись в коледжі, в Лондоні, це давало йому право називати себе членом Асоційованих консультантів по стресу психотерапії, регресії і гіпноаналізу.

## Хвороба та смерть
Мік Карн 2010 року заявив на своєму вебсайті, що в нього знайшли рак на останній стадії. За словами Девіда Торна, Карн проходив хіміотерапію. 4 січня 2011, року Мік Карн помер у своєму будинку в Лондоні.